# VTV Cup 2024
Giải bóng chuyền nữ quốc tế VTV Ferroli Cup 2024 là giải bóng chuyền nữ quốc tế lần thứ 18 của VTV Cup do Liên đoàn bóng chuyền Việt Nam và Đài Truyền hình Việt Nam phối hợp tổ chức. Nhà tài trợ chính cho mùa giải này là Công ty Trách nhiệm Hữu hạn Ferroli Asean. Giải đấu được tổ chức từ ngày 24 tháng 8 đến ngày 31 tháng 8 năm 2024 ở Ninh Bình. Đây là lần thứ 2 Ninh Bình đăng cai giải đấu sau lần đầu tiên vào năm 2013.
Giải đấu cũng đánh dấu kỷ niệm 20 năm tổ chức, đồng thời đây là 1 trong những hoạt động văn hóa thể thao nổi bật kỷ niệm 10 năm Quần thể danh thắng Tràng An được UNESCO công nhận là Di sản Văn hoá và Thiên nhiên thế giới. Sự kiện này diễn ra vào thời điểm Đài Truyền hình Việt Nam đang hướng tới kỷ niệm 54 năm Ngày phát sóng chương trình truyền hình đầu tiên: 7/9/1970 – 7/9/2024. Đây cũng là kỳ VTV Cup thứ 2 liên tiếp áp dụng công nghệ Video Challenge Eyes để hỗ trợ cho các trọng tài sau năm 2023.

## Các đội tham dự
Danh sách 8 đội bóng tham dự giải đấu. Trong đó, đây là lần đầu tiên Liên bang Nga có đại diện tham dự giải.
- Việt Nam (chủ nhà)
- Hà Nam
- Kingwhale Taipei [zh]
- Aranmare Yamagata [en]
- Kuanysh [en]
- NU Lady Bulldogs [en] (thay thế  Indonesia)
- Korabelka [ru]
- Korea Expressway [en]

## Vòng bảng
- Tất cả các trận đấu được tính theo Giờ ở Việt Nam (UTC+07:00).

### Bảng A
|      |                  | Trận đấu | Trận đấu | Điểm | Set | Set | Set   | Điểm | Điểm | Điểm  |
| Hạng | Đội              | T        | B        | Điểm | T   | B   | Tỉ lệ | T    | B    | Tỉ lệ |
| ---- | ---------------- | -------- | -------- | ---- | --- | --- | ----- | ---- | ---- | ----- |
| 1    | Korea Expressway | 2        | 1        | 7    | 8   | 3   | 2.667 | 253  | 206  | 1.228 |
| 2    | Kuanysh          | 2        | 1        | 6    | 6   | 3   | 2.000 | 206  | 195  | 1.056 |
| 3    | Việt Nam         | 2        | 1        | 5    | 6   | 5   | 1.200 | 230  | 231  | 0.996 |
| 4    | NU Lady Bulldogs | 0        | 3        | 0    | 0   | 9   | 0.000 | 169  | 226  | 0.748 |

| Ngày       | Thời gian |                  | Điểm |                  | Set 1 | Set 2 | Set 3 | Set 4 | Set 5 | Tổng   | Nguồn |
| ---------- | --------- | ---------------- | ---- | ---------------- | ----- | ----- | ----- | ----- | ----- | ------ | ----- |
| 24 tháng 8 | 13:30     | NU Lady Bulldogs | 0–3  | Korea Expressway | 17–25 | 20–25 | 15–25 |       |       | 52–75  | VOD   |
| 24 tháng 8 | 19:30     | Việt Nam         | 0–3  | Kuanysh          | 20–25 | 13–25 | 23–25 |       |       | 56–75  | VOD   |
| 25 tháng 8 | 16:30     | NU Lady Bulldogs | 0–3  | Kuanysh          | 24–26 | 18–25 | 22–25 |       |       | 64–76  | VOD   |
| 25 tháng 8 | 19:00     | Korea Expressway | 2–3  | Việt Nam         | 25–18 | 22–25 | 25–16 | 23–25 | 8–15  | 103–99 | VOD   |
| 26 tháng 8 | 19:00     | Kuanysh          | 0–3  | Korea Expressway | 21–25 | 19–25 | 15–25 |       |       | 55–75  | VOD   |
| 27 tháng 8 | 19:00     | NU Lady Bulldogs | 0–3  | Việt Nam         | 11–25 | 21–25 | 21–25 |       |       | 53–75  |       |

### Bảng B
|      |                   | Trận đấu | Trận đấu | Điểm | Set | Set | Set   | Điểm | Điểm | Điểm  |
| Hạng | Đội               | T        | B        | Điểm | T   | B   | Tỉ lệ | T    | B    | Tỉ lệ |
| ---- | ----------------- | -------- | -------- | ---- | --- | --- | ----- | ---- | ---- | ----- |
| 1    | Korabelka         | 3        | 0        | 9    | 9   | 0   | MAX   | 230  | 154  | 1.494 |
| 2    | Hà Nam            | 2        | 1        | 6    | 6   | 4   | 1.500 | 238  | 202  | 1.178 |
| 3    | Aranmare Yamagata | 1        | 2        | 3    | 4   | 6   | 0.667 | 208  | 239  | 0.870 |
| 4    | Kingwhale Taipei  | 0        | 3        | 0    | 0   | 9   | 0.000 | 146  | 227  | 0.643 |

| Ngày       | Thời gian |                   | Điểm |                   | Set 1 | Set 2 | Set 3 | Set 4 | Set 5 | Tổng  | Nguồn |
| ---------- | --------- | ----------------- | ---- | ----------------- | ----- | ----- | ----- | ----- | ----- | ----- | ----- |
| 24 tháng 8 | 16:00     | Hà Nam            | 0–3  | Korabelka         | 19–25 | 19–25 | 28–30 |       |       | 66–80 | VOD   |
| 25 tháng 8 | 14:00     | Aranmare Yamagata | 3–0  | Kingwhale Taipei  | 26–24 | 26–24 | 25–19 |       |       | 77–67 | VOD   |
| 26 tháng 8 | 14:00     | Hà Nam            | 3–0  | Kingwhale Taipei  | 25–19 | 25–10 | 25–20 |       |       | 75–49 | VOD   |
| 26 tháng 8 | 16:30     | Korabelka         | 3–0  | Aranmare Yamagata | 25–20 | 25–21 | 25–17 |       |       | 75–58 | VOD   |
| 27 tháng 8 | 14:00     | Hà Nam            | 3–1  | Aranmare Yamagata | 25–18 | 22–25 | 25–20 | 25–10 |       | 97–73 | VOD   |
| 27 tháng 8 | 16:30     | Kingwhale Taipei  | 0–3  | Korabelka         | 11–25 | 8–25  | 11–25 |       |       | 30–75 |       |

## Vòng đấu loại trực tiếp

### Sơ đồ
|  | Tứ kết            | Tứ kết     |                  |   | Bán kết           | Bán kết           |  |  | Chung kết | Chung kết |
|  |                   |            |                  |   |                   |                   |  |  |           |           |
|  | 29 tháng 8        |            |                  |   |                   |                   |  |  |           |           |
|  |                   |            |                  |   |                   |                   |  |  |           |           |
|  | Korea Expressway  | 3          |                  |   |                   |                   |  |  |           |           |
|  | Korea Expressway  | 3          | 30 tháng 8       |   |                   |                   |  |  |           |           |
|  | Kingwhale Taipei  | 0          |                  |   |                   |                   |  |  |           |           |
|  | Kingwhale Taipei  | 0          | Korea Expressway | 0 |                   |                   |  |  |           |           |
|  | 29 tháng 8        |            | Korea Expressway | 0 |                   |                   |  |  |           |           |
|  |                   | Việt Nam   | 3                |   |                   |                   |  |  |           |           |
|  | Hà Nam            | Việt Nam   | 3                | 0 |                   |                   |  |  |           |           |
|  | Hà Nam            |            | 31 tháng 8       | 0 |                   |                   |  |  |           |           |
|  | Việt Nam          | 3          |                  |   |                   |                   |  |  |           |           |
|  | Việt Nam          | 3          | Việt Nam         | 0 |                   |                   |  |  |           |           |
|  | 29 tháng 8        |            | Việt Nam         | 0 |                   |                   |  |  |           |           |
|  |                   | Korabelka  | 3                |   |                   |                   |  |  |           |           |
|  | Korabelka         | Korabelka  | 3                | 3 |                   |                   |  |  |           |           |
|  | Korabelka         | 30 tháng 8 |                  | 3 |                   |                   |  |  |           |           |
|  | NU Lady Bulldogs  | 1          |                  |   |                   |                   |  |  |           |           |
|  | NU Lady Bulldogs  | 1          | Korabelka        | 3 |                   |                   |  |  |           |           |
|  | 29 tháng 8        |            | Korabelka        | 3 |                   |                   |  |  |           |           |
|  |                   | Kuanysh    | 1                |   | Trận tranh hạng 3 | Trận tranh hạng 3 |  |  |           |           |
|  | Kuanysh           | Kuanysh    | 1                | 3 | Trận tranh hạng 3 | Trận tranh hạng 3 |  |  |           |           |
|  | Kuanysh           |            | 31 tháng 8       | 3 |                   |                   |  |  |           |           |
|  | Aranmare Yamagata | 0          |                  |   |                   |                   |  |  |           |           |
|  | Aranmare Yamagata | 0          | Korea Expressway | 3 |                   |                   |  |  |           |           |
|  |                   |            |                  |   |                   |                   |  |  |           |           |
|  | Kuanysh           | 1          |                  |   |                   |                   |  |  |           |           |
|  | Kuanysh           | 1          |                  |   |                   |                   |  |  |           |           |

|  | Phân hạng 5-8     | Phân hạng 5-8     |                   |   | Trận tranh hạng 5 | Trận tranh hạng 5 |
|  |                   |                   |                   |   |                   |                   |
|  | 30 tháng 8        |                   |                   |   |                   |                   |
|  |                   |                   |                   |   |                   |                   |
|  | Kingwhale Taipei  | 3                 |                   |   |                   |                   |
|  | Kingwhale Taipei  | 3                 | 31 tháng 8        |   |                   |                   |
|  | Hà Nam            | 0                 |                   |   |                   |                   |
|  | Hà Nam            | 0                 | Kingwhale Taipei  | 0 |                   |                   |
|  | 30 tháng 8        |                   | Kingwhale Taipei  | 0 |                   |                   |
|  |                   | Aranmare Yamagata | 3                 |   |                   |                   |
|  | NU Lady Bulldogs  | Aranmare Yamagata | 3                 | 0 |                   |                   |
|  | NU Lady Bulldogs  |                   |                   | 0 |                   |                   |
|  | Aranmare Yamagata | 3                 |                   |   |                   |                   |
|  | Aranmare Yamagata | 3                 | Trận tranh hạng 7 |   |                   |                   |
|  |                   |                   |                   |   |                   |                   |
|  | 31 tháng 8        |                   |                   |   |                   |                   |
|  |                   |                   |                   |   |                   |                   |
|  | Hà Nam            | 3                 |                   |   |                   |                   |
|  | Hà Nam            | 3                 |                   |   |                   |                   |
|  | NU Lady Bulldogs  | 1                 |                   |   |                   |                   |

#### Tứ kết
| Ngày       | Thời gian |                  | Điểm |                   | Set 1 | Set 2 | Set 3 | Set 4 | Set 5 | Tổng  | Nguồn |
| ---------- | --------- | ---------------- | ---- | ----------------- | ----- | ----- | ----- | ----- | ----- | ----- | ----- |
| 29 tháng 8 | 12:00     | Korea Expressway | 3–0  | Kingwhale Taipei  | 25–11 | 25–21 | 25–14 |       |       | 75–46 |       |
| 29 tháng 8 | 14:30     | Korabelka        | 3–1  | NU Lady Bulldogs  | 25–18 | 25–19 | 21–25 | 25–22 |       | 96–84 |       |
| 29 tháng 8 | 17:00     | Kuanysh          | 3–0  | Aranmare Yamagata | 25–10 | 25–22 | 28–16 |       |       | 78–48 |       |
| 29 tháng 8 | 19:30     | Hà Nam           | 0–3  | Việt Nam          | 24–26 | 25–27 | 19–25 |       |       | 68–78 |       |

#### Phân hạng 5–8
| Ngày       | Thời gian |                  | Điểm |                   | Set 1 | Set 2 | Set 3 | Set 4 | Set 5 | Tổng  | Nguồn |
| ---------- | --------- | ---------------- | ---- | ----------------- | ----- | ----- | ----- | ----- | ----- | ----- | ----- |
| 30 tháng 8 | 12:00     | NU Lady Bulldogs | 0–3  | Aranmare Yamagata | 16–25 | 17–25 | 13–25 |       |       | 46–75 |       |
| 30 tháng 8 | 14:30     | Kingwhale Taipei | 3–0  | Hà Nam            | 25–19 | 25–22 | 25–20 |       |       | 75–61 |       |

#### Bán kết
| Ngày       | Thời gian |                  | Điểm |          | Set 1 | Set 2 | Set 3 | Set 4 | Set 5 | Tổng  | Nguồn |
| ---------- | --------- | ---------------- | ---- | -------- | ----- | ----- | ----- | ----- | ----- | ----- | ----- |
| 30 tháng 8 | 17:00     | Korabelka        | 3–1  | Kuanysh  | 25–15 | 25–21 | 24–26 | 25–21 |       | 99–83 |       |
| 30 tháng 8 | 19:30     | Korea Expressway | 0–3  | Việt Nam | 21–25 | 20–25 | 23–25 |       |       | 64–75 |       |

#### Tranh hạng 7
| Ngày       | Thời gian |        | Điểm |                  | Set 1 | Set 2 | Set 3 | Set 4 | Set 5 | Tổng   | Nguồn |
| ---------- | --------- | ------ | ---- | ---------------- | ----- | ----- | ----- | ----- | ----- | ------ | ----- |
| 31 tháng 8 | 12:00     | Hà Nam | 3–1  | NU Lady Bulldogs | 25–27 | 25–23 | 26–24 | 25–21 |       | 101–95 |       |

#### Tranh hạng 5
| Ngày       | Thời gian |                  | Điểm |                   | Set 1 | Set 2 | Set 3 | Set 4 | Set 5 | Tổng  | Nguồn |
| ---------- | --------- | ---------------- | ---- | ----------------- | ----- | ----- | ----- | ----- | ----- | ----- | ----- |
| 31 tháng 8 | 14:30     | Kingwhale Taipei | 0–3  | Aranmare Yamagata | 20–25 | 16–25 | 19–25 |       |       | 55–75 |       |

#### Tranh hạng 3
| Ngày       | Thời gian |                  | Điểm |         | Set 1 | Set 2 | Set 3 | Set 4 | Set 5 | Tổng  | Nguồn |
| ---------- | --------- | ---------------- | ---- | ------- | ----- | ----- | ----- | ----- | ----- | ----- | ----- |
| 31 tháng 8 | 17:00     | Korea Expressway | 3–1  | Kuanysh | 25–23 | 25–18 | 20–25 | 25–13 |       | 95–79 |       |

#### Chung kết
| Ngày       | Thời gian |          | Điểm |           | Set 1 | Set 2 | Set 3 | Set 4 | Set 5 | Tổng  | Nguồn |
| ---------- | --------- | -------- | ---- | --------- | ----- | ----- | ----- | ----- | ----- | ----- | ----- |
| 31 tháng 8 | 19:30     | Việt Nam | 0–3  | Korabelka | 27–29 | 15–25 | 15–25 |       |       | 57–79 |       |

## Xếp hạng chung cuộc
| Xếp hạng | Đội               |
| -------- | ----------------- |
| 1        | Korabelka         |
| 2        | Việt Nam          |
| 3        | Korea Expressway  |
| 4        | Kuanysh           |
| 5        | Aranmare Yamagata |
| 6        | Kingwhale Taipei  |
| 7        | Hà Nam            |
| 8        | NU Lady Bulldogs  |

| Vô địch VTV Cup 2024 |
| -------------------- |
| Korabelka Lần thứ 1  |

## Giải thưởng cá nhân
| - Vận động viên toàn diện nhất giải đấu Elizaveta Nesterova (Korabelka) - Vận động viên chủ công xuất sắc nhất Anastasia Cherniaeva (Korabelka) Yunieska Robles Batista (Korea Expressway) - Vận động viên phụ công xuất sắc nhất Nguyễn Thị Trinh (Việt Nam) Aleksandra Zakharova (Korabelka) | - Vận động viên đối chuyền xuất sắc nhất Nguyễn Thị Bích Tuyền (Việt Nam) - Vận động viên chuyền hai xuất sắc nhất Anna Uknevichus (Korabelka) - Vận động viên libero xuất sắc nhất Nguyễn Khánh Đang (Việt Nam) - Hoa khôi VTV Cup Ferroli 2024 Elizaveta Palshina (Korabelka) |

## Truyền hình
Tất cả 24 trận đấu của giải được phát sóng trực tiếp trên các kênh VTV2, VTV5, VTV Cần Thơ, ứng dụng VTVGo và kênh YouTube VTV Thể Thao của Đài Truyền hình Việt Nam.